# Розчин

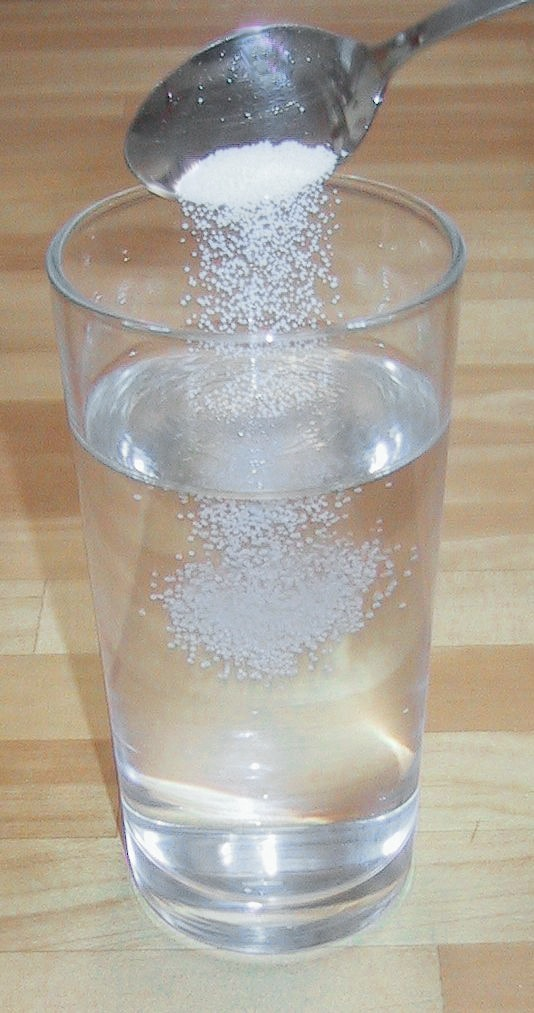
Приготування солоної води — розчину кухонної солі (NaCl) у воді

Рóзчини — суміші з двох (або кількох) речовин, в яких молекули (або іони) одної речовини рівномірно розподілені між молекулами іншої речовини.
Розчинність речовини в розчиннику може бути обмежена, в цьому випадку утворюється насичений розчин і надлишок речовини відокремлюється у власну фазу. Однак деякі речовини розчинні у будь-якому співвідношенні. У цьому випадку найпоширеніший компонент розчину зазвичай називають розчинником, а інші речовини — розчиненими речовинами.

## Загальна характеристика
Розчин — однофазна, гомогенна, багатокомпонентна система змінного хімічного складу. Практично усі рідини, що є в природі, являють собою розчини. Крім рідинних, існують газові (газуваті) розчини — їх прийнято називати газовими сумішами (наприклад, повітря) і тверді розчини (наприклад, деякі сплави). Як правило, під розчином розуміють рідку молекулярно-дисперсну систему (так звані істинні розчини, англ. true solution). Розчинником називають компонент, концентрація якого суттєво більша концентрації інших компонентів. Розчинник у чистому вигляді має той самий агрегатний стан, що й розчин. Процес утворення розчину полягає у руйнуванні зв'язків між молекулами (йонами) вихідної речовини і утворенні нових зв'язків між молекулами (йонами) розчиненої речовини і розчинника. За концентрацією розчиненої речовини розчини поділяють на насичені, ненасичені й пересичені. За наявністю чи відсутністю електролітичної дисоціації розчиненої речовини на йони розрізняють розчини електролітів і розчини неелектролітів. Крім того, виділяють розчини полімерів, головна особливість яких — дуже велика різниця у розмірах молекул розчинника і розчиненої речовини.
У розчинах протікає багато природних і промислових процесів. З ними пов'язане формування покладів ряду корисних копалин, їх видобування і переробка, розділення речовин, глибоке очищення тощо.
За своїми властивостями розчини займають проміжне місце між механічними сумішами і хімічними сполуками. Від механічних сумішей вони відрізняються головним чином своєю однорідністю і виділенням або поглинанням тепла при утворенні, а від хімічних сполук тим, що склад їх не сталий і може змінюватись у досить широких межах.

### Різновиди розчинів
- істинні розчини — граничний випадок дисперсної системи, в якiй частинки дисперсної фази мають розмiри звичайних молекул;
- буферний розчин — розчин, який має здатність пiдтримувати сталими задані значення pH чи окисно-вiдновних потенцiалiв середовища при варiацiях чинників, здатних викликати змiну цих показникiв (розведення, внесення додаткових компонентiв), що досягається певними спiввiдношеннями концентрацiй розчинених речовин;
  - буферний розчин сталої йонної сили — буферний розчин з високою йонною силою, що додається до аналiзованого й каліброваного розчинiв з метою забезпечення в них однакової йонної сили при рiвнiй активностi йонiв Н+ в цих розчинах;
- гіпертонічний розчин — 1. Розчин, осмотичний тиск якого вищий, ніж осмотичний тиск референтного розчину. 2. У біохімії — розчин, осмотичний тиск якого є вищим, ніж нормальний осмотичний тиск плазми крові;
- гіпотонічний розчин — 1. Розчин, осмотичний тиск якого є меншим, ніж осмотичний тиск референтного розчину. 2. У біохімії — розчин, осмотичний тиск якого є меншим, ніж нормальний осмотичний тиск плазми крові;
- твердий розчин — однорідні кристалічні або аморфні фази, що складаються з двох і більше компонентів, і які зберігають свою гомогенність при зміні співвідношення компонентів.

Залежно від кристалічної будови розрізняють:
- -     - тверді розчини заміщення
    - тверді розчини вкорінення
    - тверді розчини проникнення
    - тверді розчини віднімання;
- Ідеальний розчин — 1. Розчин, в якому коефiцiєнти активностi кожного з його

компонентiв є дуже близькими до одиницi. Молекули в ньому
взаємодіють виключно однаковим способом, а всі міжмолекулярні сили — розчинник-розчинник, розчинник-розчинене і
розчинене-розчинене є еквівалентними. Його утворення не
супроводжується зміною енергії. Підпорядковується законові
Рауля. Реальні розчини поводяться як ідеальні тільки коли
вони дуже розведені.
2. Твердий чи рідкий розчин, термодинамічна активність
кожного з компонентів якого є пропорційною до його мольної
частки.
3. В електрохімії — розчин, для якого електрохімічний
потенціал можна виразити через концентрацію;
- кислий розчин — розчин, в якому активність йонів Н+ вища за активність гідроксидних йонів, якщо розчинником є вода. Зокрема, водний розчин, в якому [H+] > [OH–].

## Властивості
Розчини характеризуються також рядом певних властивостей, відмінних від властивостей їх складових частин. Зокрема, вони відрізняються від своїх складових частин густиною, температурою замерзання і кипіння і іншими властивостями. Існує ряд властивостей розчинів, які залежать від концентрації, але не від природи розчинених речовин, такі властивості називаються колігативними. Розчини можуть бути в рідкому, твердому і газоподібному стані. Прикладом перших можуть служити розчини цукру, солі і спирту у воді. Тверді розчини — це різні металічні сплави: міді або срібла в золоті, нікелю в міді тощо. Газоподібними розчинами є суміші різних газів, наприклад повітря.

## Розчинник і розчинена речовина
Розчинник — це компонент розчину, агрегатний стан якого не змінюється при утворенні розчину, або вміст якого переважає над вмістом інших компонентів.
Компонентами розчину є: розчинник та розчинена речовина.
Кожний розчин складається з розчинника і розчиненої речовини. Розчинником називають звичайну речовину, яка служить середовищем для розчиненої речовини і в чистому вигляді перебуває в тому ж агрегатному стані, що й утворюваний розчин. Однак інколи важко сказати, яка речовина є розчинником, а яка — розчиненою речовиною, особливо коли обидві речовини взаємно розчиняються одна в одній у необмеженій кількості (як спирт і вода). В таких випадках розчинником називають ту речовину, якої в розчині більше.
Найпоширенішим і практично найважливішим розчинником є вода. Вода морів та океанів є природним розчином, який має солоно-гіркий смак. У середньому в 1 кг морської води міститься 35 г розчинених речовин — середня солоність морської води становить 35 ‰. До складу морської води входить понад сто речовин, утворених з майже всіх відомих у природі хімічних елементів. Як розчинники використовують також інші речовини: ацетон, бензин, спирт тощо, але значно рідше.

## Значення розчинів
Водні розчини відіграють величезну роль у природі і практичній діяльності людини. Досить сказати, що рослини беруть з ґрунту всі потрібні для їх росту поживні речовини лише у вигляді водних розчинів. Тому своєчасне надходження води до ґрунту має таке велике значення для нормального розвитку рослин і забезпечення високого врожаю сільськогосподарських культур. Процеси травлення і засвоєння їжі людиною і всіма тваринами теж зв'язані з переведенням поживних речовин у розчин.
Розчини відіграють величезну роль у техніці. Більшість хімічних процесів у промисловості проводять у розчинах. Такі галузі техніки, як шкіряне і паперове виробництво, виробництво цукру, мінеральних добрив, лікувальних речовин і багато інших, нерозривно пов'язані з широким застосуванням водних розчинів.

## Насичення розчинів

### Насичений розчин
У певній кількості води при даній температурі може розчинятися лише певна кількість речовини, а її надлишок  залишається нерозчинним. Розчин, у якому взята речовина при даній температурі більше не розчиняється, називається насиченим.
При виготовленні насиченого розчину до розчинника додають звичайно таку кількість розчинюваної речовини, щоб частина її залишалася нерозчинною, скільки б розчин не розмішували і не збовтували. Однак у практиці звичайно користуються ненасиченими розчинами, тобто такими, в яких при даній температурі розчинювана речовина може ще розчинятися (до утворення насиченого розчину).

### Перенасичений розчин
Крім насичених і ненасичених, відомі ще так звані перенасичені розчини, в яких розчинюваної речовини в розчиненому стані більше, ніж потрібно для одержання насиченого розчину. Але перенасичені розчини у природі зустрічаються порівняно рідко, і їх утворюють лише деякі речовини, наприклад декагідрат сульфату натрію — Na2SO4·10H2O, пентагідрат тіосульфату натрію — Na2S2O3·5H2O тощо. Перенасичені розчини дуже нестійкі і досить легко розкладаються з виділенням надлишку розчиненої речовини і утворенням насиченого розчину.

### Концентрований та розбавлений розчини
Не слід плутати поняття насичений і ненасичений розчини з поняттями концентрований і розбавлений. Назви концентрований і розбавлений вказують лише, на ступінь розчиненості речовини, що міститься в даній кількості розчинника, і нічого не вказують на ступінь його насичення.
Принасичений або не насичений розчин — це розчин, в якому розчиненої речовини не достатньо (замало) для отримання насиченого розчину. В такому розчині речовини ще можуть розчинятись.
Концентрований розчин може бути і насиченим і ненасиченим. Наприклад, якщо в 100 г води при 100 °C розчинити 200 г нітрату калію KNO3, то такий розчин буде досить концентрованим, але ненасиченим, бо для одержання насиченого розчину при цих умовах потрібно розчинити не 200, а 245 г цієї солі. Другий приклад: якщо в 100 г води при звичайній температурі розчинити в одному випадку 0,10 г Ca(OH)2, а в другому — 0,16 г, то обидва розчини будуть дуже розбавлені і разом з тим перший з них буде ненасиченим, а другий — насиченим.

## Критична точка розчину
Точка з координатами критичної температури та критичного складу розчину на фазовій діаграмі температура — склад, в якій різниця між існуючими фазами зникає. В системах тверде тіло — тверде тіло, рідина — тверде тіло, рідина — рідина можуть зустрічатись обидві, як верхня, так і нижня критичні температури розчину та відповідні критичні склади розчину.